# Robert Dicke
Pour les articles homonymes, voir Dicke.
Robert Henry Dicke (Saint-Louis, 6 mai 1916 - Princeton (New Jersey), 4 mars 1997) est un physicien américain qui a fait d'importantes contributions à l'astrophysique, la physique nucléaire la cosmologie et l'étude de la gravité.

## Biographie
Dicke naît à Saint-Louis dans le Missouri, il obtient son bachelor à l'université de Princeton et son doctorat de physique nucléaire en 1939 à l'université de Rochester. Durant la Seconde Guerre mondiale il est membre du laboratoire des radiations (RadLab) du Massachusetts Institute of Technology où il travaille sur le développement du radar. Il y construit aussi le radiomètre de Dicke, un récepteur micro-onde qu'il utilise pour vérifier que la température d'antenne du fond diffus cosmologique est inférieure à 20 kelvins.
En 1946 il retourne à Princeton où il reste jusqu'à la fin de sa carrière. Il travaille en physique atomique, plus particulièrement sur les lasers et mesure le facteur de Landé de l'électron.
Il contribue aux premières mesures du fond diffus cosmologique avec James Peebles, David Todd Wilkinson et Peter G. Roll. Le radiomètre de Dicke est utilisé pour ces mesures. Toutefois ils sont battus par Arno Allan Penzias et Robert Woodrow Wilson qui découvrent accidentellement ce rayonnement en travaillant sur un nouveau type d'antenne aux Laboratoires Bell. Dicke avait oublié les travaux de George Gamow sur ce sujet.
Il consacre le reste de sa carrière au développement de tests de précision de la relativité générale basé sur le principe d'équivalence. Avec Carl H. Brans il met au point la théorie de Brans et Dicke, une alternative à celle d'Einstein. Il effectue des mesures de précision de l'aplatissement du Soleil qui sont utiles pour comprendre la précession du périhélie de Mercure, un des tests classiques de la relativité générale.
Dicke développe aussi l'amplificateur à détection synchrone, qui est devenu un instrument indispensable en sciences appliqués et en ingénierie.
L'effet Dicke est utilisé dans le domaine des micro-ondes pour annuler l'effet Doppler.